# Orsigna
Orsigna is een plaats (frazione) in de Italiaanse gemeente Pistoia.